# Inhibitor GABA preuzimanja
Inhibitor GABA preuzimanja (GRI) je tip leka koji deluje kao inhibitor preuzimanja neurotransmitera gama-aminobuterne kiseline (GABA) putem blokiranja dejstva transportera gama-aminobuterne kiseline (GAT). To zatim dovodi do povišenja ekstracelularnih koncentracija GABA i stoga do povišenja njene neurotransmisije.

## Indikacije
Ova jedinjenja se koriste za kliničko tretiranje epileptičkih napada, konvulzija, ili epilepsije kao antiepileptici, anksioznih poremećaja kao što su generalizovani anksiozni poremećaj (GAD), društvene fobije (SP) takođe poznate kao socijalna fobija (SAD), i paničnog poremećaja (PD). Oni takođe potencijalno mogu da nađu primenu kao anestetici tokom  operacija.

## Spisak inhibitor GABA preuzimanja
- Adhiperforin (nađen u Hypericum perforatum (St. John's Wort))
- CI-966[1]
- Deramciklan (EGIS-3886)
- Guvacin (C10149)
- Hiperforin (nađen u Hypericum perforatum (St. John's Wort))
- Nipekotinska kiselina
- NNC 05-2090
- NNC-711[1]
- SKF-89976A[1]
- SNAP-5114
- Tiagabin (Gabitril)[1]